# Прибутковий будинок купця Горенка
Прибутковий будинок купця Горенка — історичний будинок у центрі міста Києва, за адресою: вул. Велика Житомирська 24.

## Історія
1897 року на території садиби виявили залишки фундаментів мурованого давньоруського храму. До 1898 року на території були лише дерев'яні споруди. У цьому році власником стає купець Семен Тимофійович Горенко, що розпочне будівництво мурованого будинку.
Станом на березень 2020 року будинок стоїть закинутим.

## Опис
У архіві від 1910 року зберігся опис садиби: будинок 4-поверховий, з підвалом, критий залізом, у дворі — з малим виступом для чорного ходу. На 1-му поверсі — 9 кімнат, 2 кухні, 4 передпокої; на 2-му поверсі — 13 кімнат, 2 кухні, 4 передпокої. Аналогічно на 3-му й 4-му поверхах. Всього 48 кімнат. Підлоги на 1-му поверсі у 8 кімнатах та 2-х передпокоях — дубові, паркетні, на 2-му, та 3-му — по 9 кімнат, на 4-му — 6 кімнат з дубовою підлогою. Печі в глянцевих кахлях, 32 з ліпними рамами, 4 каміни. У ванних кімнатах котли мідні з 3 кранами, ванни цинкові.
Інтер'єри згодом зазнали перебудов. Первісний анфіладний дизайн спотворений перегородками. Збереглися деякі первісні деталі інтер'єру: ліпні тяги, карнизи, розетки, частково дерев'яні сходи з тонкими точеними балясинами огорожі, частково балконні ґрати. Декор головного фасаду складається з ренесансно-барокових елементів: скульптурні жіночі голівки в бічних аттиках, рельєфні панно в нішах балконів третього поверху.

## Видатні жителі
На початку XX століття тут жив Патон Євген Оскарович, що досліджував створення металевих мостів.

## Галерея

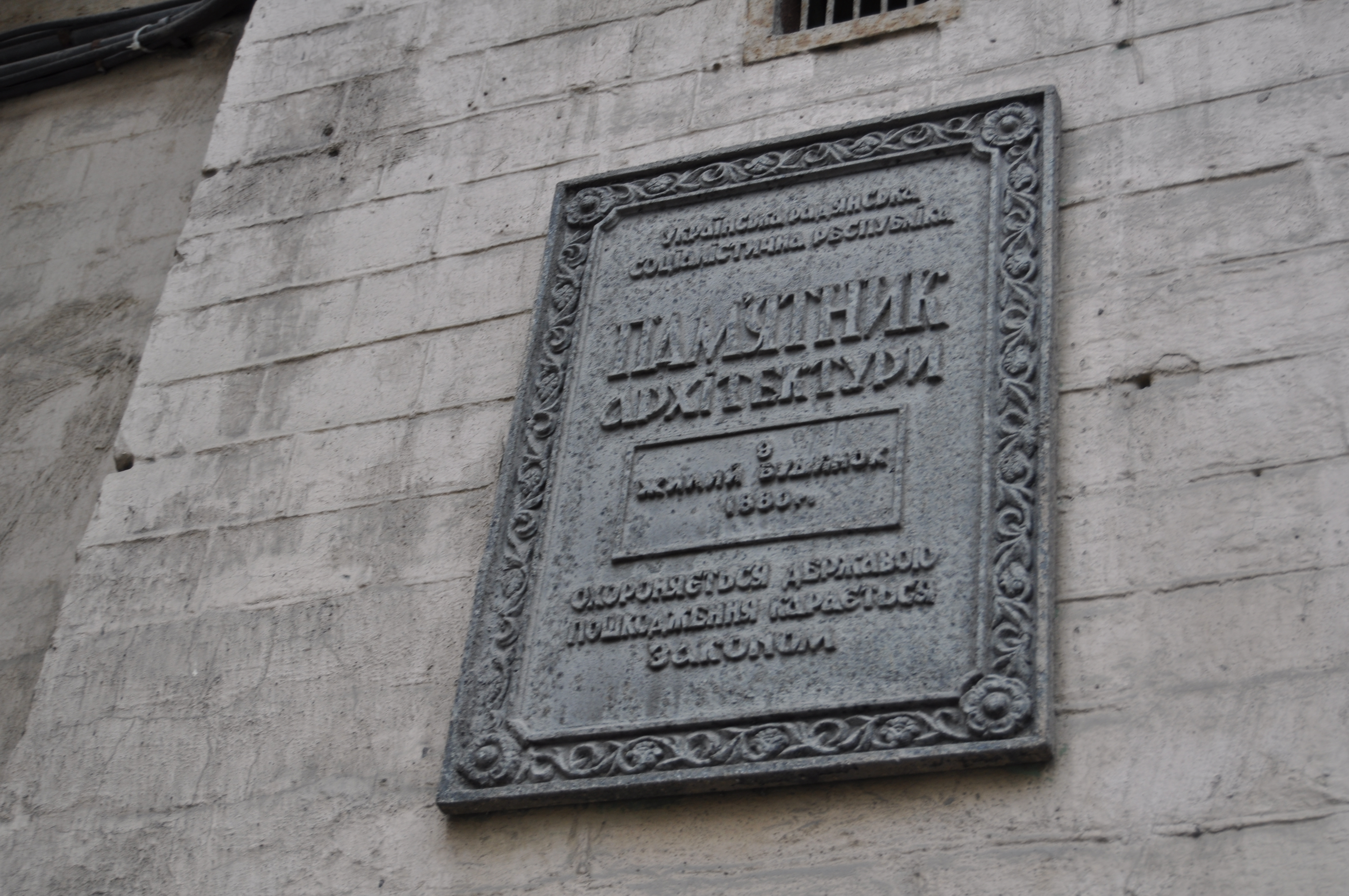
Охоронний знак
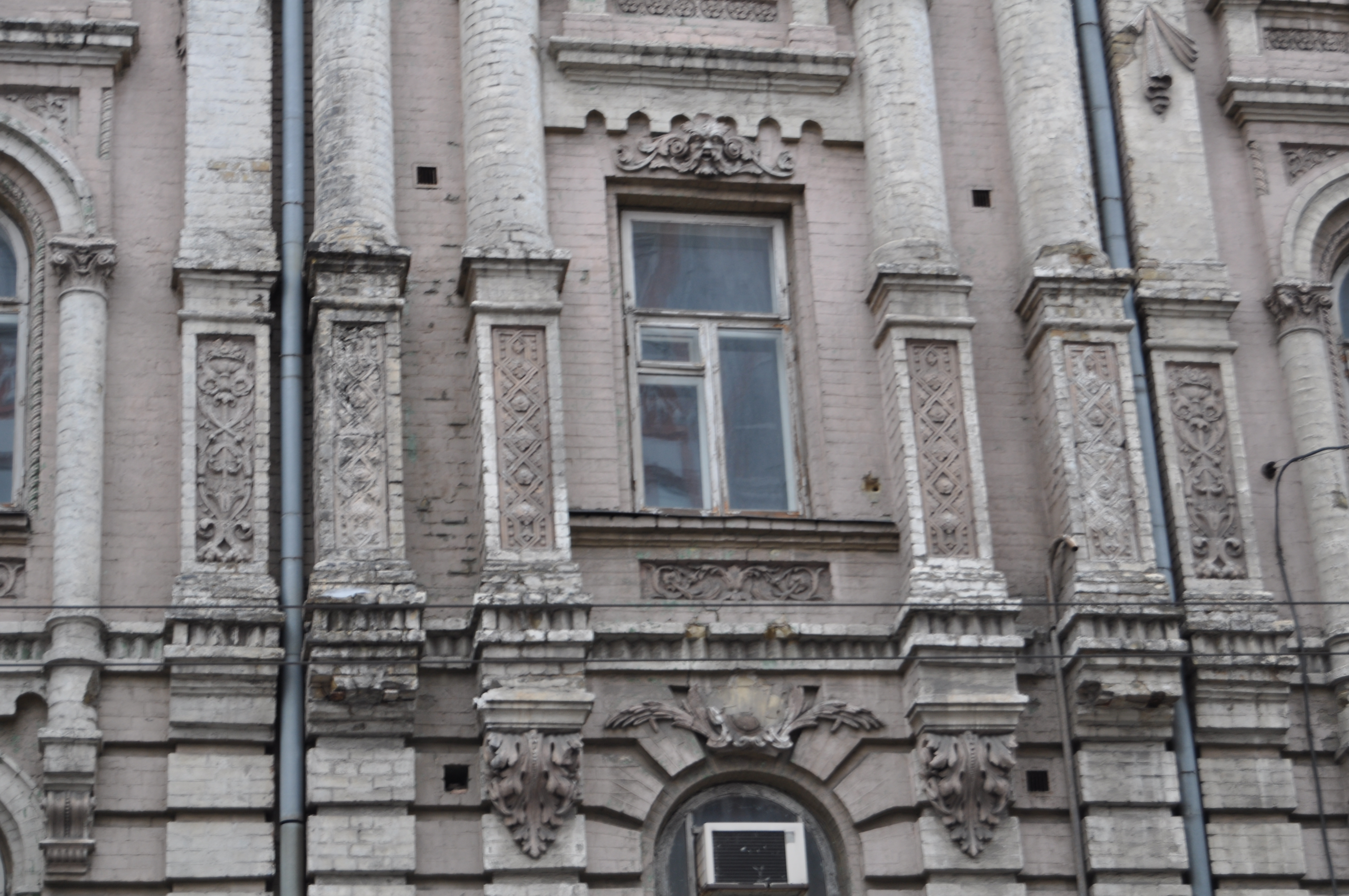
Декор
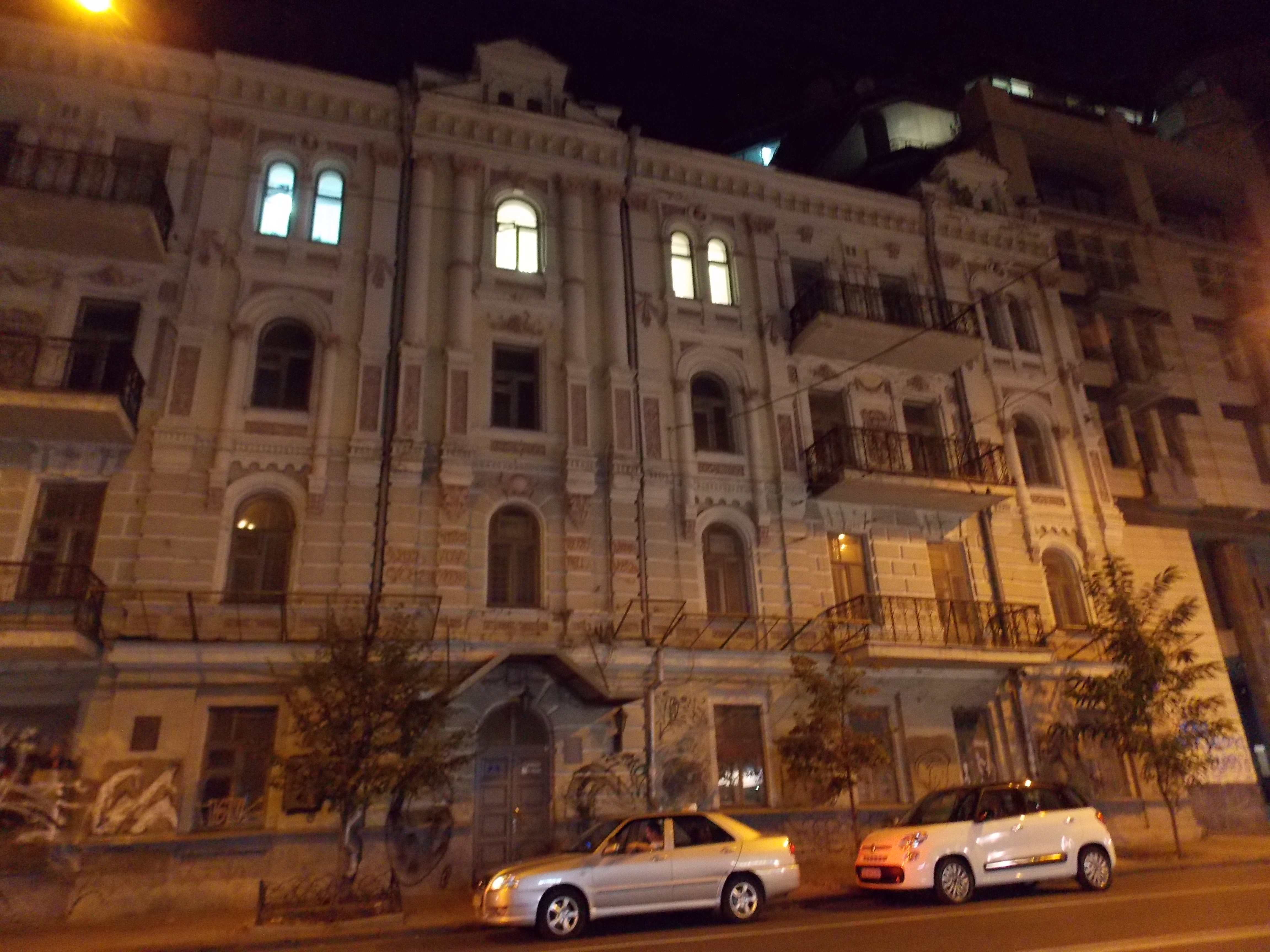
Вид вночі
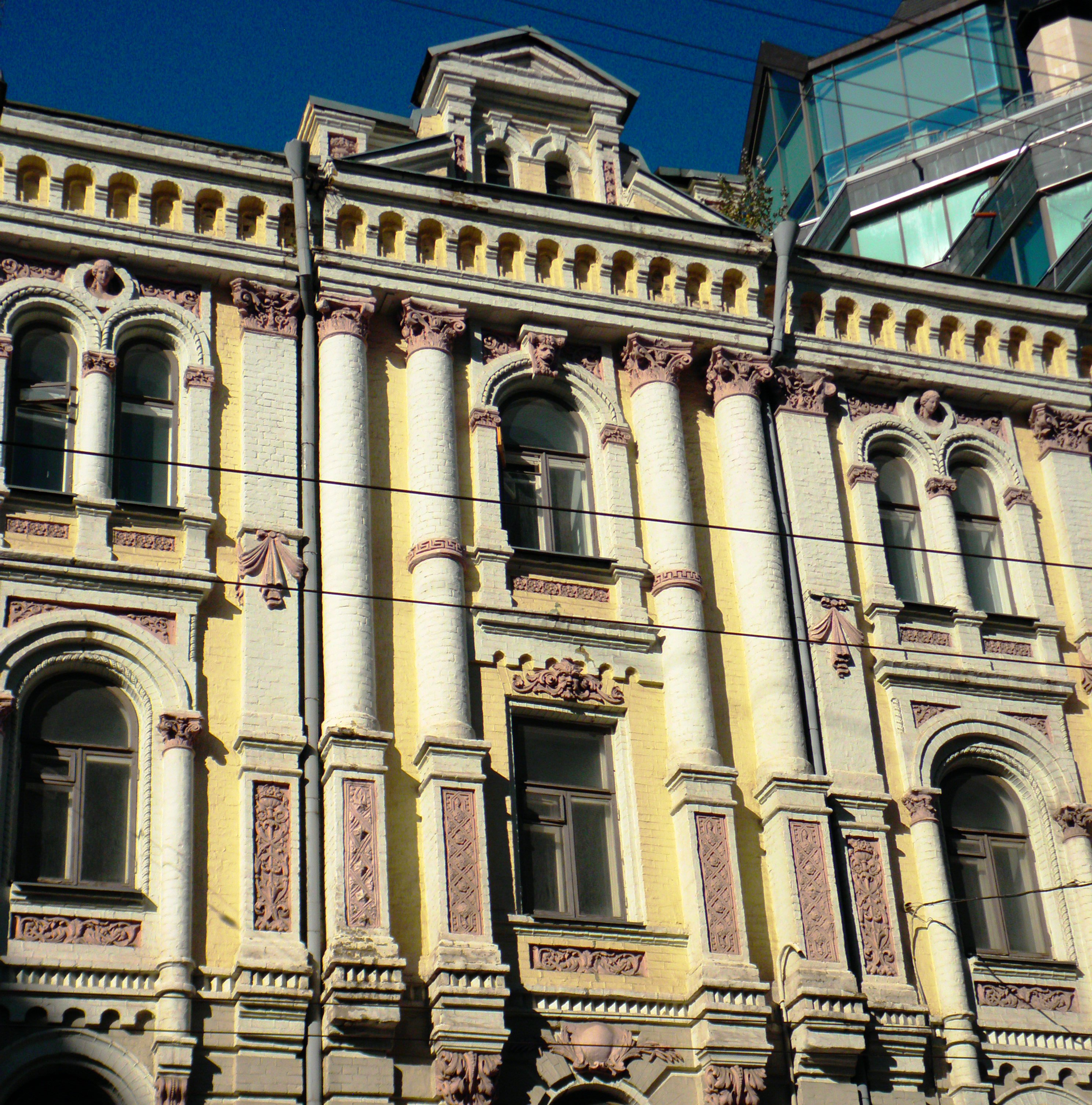
Центральна частина головного фасаду